# Aaron Solo
Aaron Solow (San Francisco, 4 de febrero de 1987) es un luchador profesional estadounidense. Actualmente trabaja para la promoción estadounidense All Elite Wrestling (AEW), donde formó parte del stable QTV, usando el nombre en el ring Aaron Solo.

## Carrera en la lucha libre profesional
Solo hizo su debut en el circuito independiente de California, en particular en Big Time Wrestling. El 16 de julio de 2015 luchó contra Tyler Breeze en WWE NXT. En 2018 luchó contra Punishment Martinez por el Campeonato Mundial de Televisión de ROH.
Hizo su debut en All Elite Wrestling el 15 de julio de 2020, perdiendo ante Scorpio Sky en Dark. Inicialmente estuvo aliado con The Nightmare Family, pero luego se unió a QT Marshall y The Factory, canbiando a heel en el proceso. Hizo su debut en Dynamite, haciendo equipo con Marshall y Nick Comoroto derrotando a The Nightmare Family (Billy Gunn, Dustin Rhodes y Lee Johnson).
En Double or Nothing, participó en el Casino Battle Royale, pero no tuvo éxito. El 10 de agosto de 2022 fue derrotado por su excompañero Ricky Starks en Quake by the Lake.

## Vida personal
Solow es filipino-estadounidense y en 2011 fue miembro fundador del equipo independiente Pinoy Boyz. Nació en San Francisco y creció en el sur de San Francisco. En 2016, anunció su compromiso con la también luchadora profesional Bayley, a quien conoció en 2010. El compromiso se canceló el 21 de febrero de 2021.

## Campeonatos y logros
- American Combat Wrestling
  - ACW Tag Team Championship (3 veces) - con Jason Cade [11]
- Big Time Wrestling
  - BTW Tag Team Championship (1 vez) - con Shane Kody [12]
- Dojo Pro Wrestling
  - Dojo Pro Black Belt Championship (1 vez) [13]
  - Dojo Pro White Belt Championship (1 vez) [14]
- WrestleCircus
  - WC Big Top Tag Team Championship (1 vez) - con Ricky Starks [15]